# Sint-Pancratiuskerk (Sterrebeek)
De Sint-Pancratiuskerk is een kerkgebouw in het centrum van Sterrebeek, sinds 1977 deelgemeente van het Belgische Zaventem.
De kerk ligt aan het Dorp en de Kerkdries en is toegewijd aan Pancratius die vaak Sint-Pancraas wordt genoemd. Het bouwwerk in laatclassicistische stijl dateert uit 1829, naar plannen van architect Stevens. De zandstenen kerktoren van de vorige romaanse kerk is bewaard gebleven, en is vermoedelijk 12e-eeuws.
Stevens ontwierp een pseudobasilicale driebeukige kerk van vijf traveeën met een koor van één travee met een halfronde sluiting. De klokkentoren werd deels ingebouwd in de noordoostelijke hoek.
In 1853 werd aan de noordzijde van het koor een grafkapel toegevoegd voor de familie de Fierlant, de toenmalige eigenaars van het kasteel Ter Meeren.
De kerk is sinds 15 mei 2001 beschermd als monument van onroerend erfgoed.
Binnen hangt het schilderij De dood van de Heilige Maagd, een werk uit 1623 van Nicolas Poussin dat in opdracht van Paul de Gondi, aartsbisschop van Parijs, is geschilderd. Het werk hing oorspronkelijk in een kapel van de Notre-Dame van Parijs en kwam in 1802 naar het Museum van Brussel als onderdeel van de eerste zending kunst uit het Louvre. Na 1815 bleef het werk als compensatie in België en kwam het in Sterrebeek te hangen.

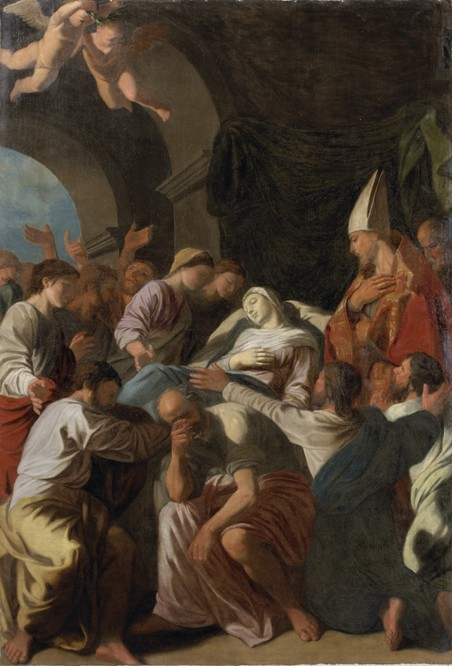
De dood van de Heilige Maagd (1623) van Nicolas Poussin